# Comité Olímpico de Guinea Ecuatorial
El Comité Olímpico de Guinea Ecuatorial (COGE, en francés: Comité national olympique équato-guinéen, en portugués: Comité Olímpico Nacional da Guiné Equatorial) es la institución encargada de regir la participación de Guinea Ecuatorial en los juegos olímpicos y las distintas competiciones dentro y fuera del continente africano. Es miembro de la Asociación de Comités Olímpicos Nacionales de África.
El Comité fue reconocido oficialmente por el Comité Olímpico Internacional el 1 de enero de 1984. El mismo año tuvo lugar la primera aparición de Guinea Ecuatorial en unos juegos olímpicos, durante los Juegos Olímpicos de Los Ángeles 1984. Hasta la fecha (año 2024, después de finalizar los Juegos Olímpicos de París 2024) Guinea Ecuatorial no ha ganado ninguna medalla olímpica.

## Organización
El presidente del Comité es Alejandro Martín Owono Evuna Andeme y el secretario general del Comité es Alfonso Pablo Edú.